# 인더스 문자

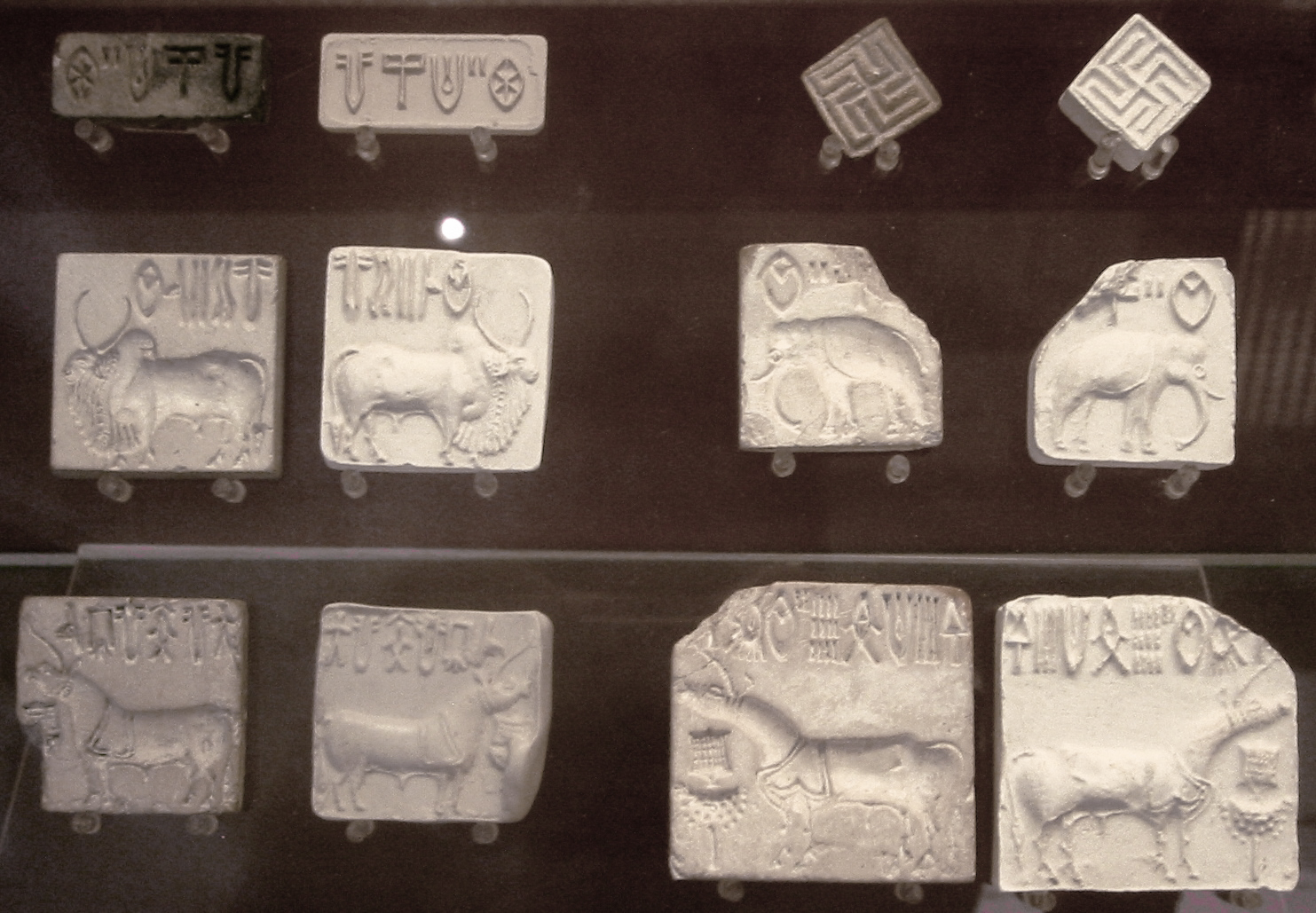
다양한 인더스식 도장. 인더스 문자가 새겨져 있다.

인더스 문자는 인더스 문명의 Mature Harappan 기간 (기원전 2600년 ~ 기원전 1900년)에 하라파와 모헨조다로 등 문명의 중심 도시에서 사용된 상형문자이다. 인장, 도장류의 인더스 문자는 아직까지 완전히 해독되지 않고 있다.